# 錄音
錄音是指將聲音轉為類比訊號或機械記錄的過程。
數位錄音是指將類比訊號經由AD轉換器將類比（analogy）取樣成數位（digital）記錄到數位儲存裝置再由，數位轉換回類比訊號的過程
錄音的質素受取樣頻率和取樣解析度影響。對於不同的聲音，適合的取樣頻率也有所不同：
- 音樂 10-20000 Hz
- 寬頻 50-7000 Hz
- 人聲 300-3400 Hz

訊噪比亦是另一影響音質的因素。
麥克風是錄音器材中最重要的因素

## 歷史
近代錄音的歷史，至少可以追溯到1899年，愛迪生的圓筒式留聲機。之後帶動黑膠唱片的發展。
1935年，德國科學家福勞耶瑪發明了磁帶，在醋酸鹽帶基塗上氧化鐵。
1958年，RCA唱片公司發行卡式录音带。之後磁帶錄音機在市場取代黑膠唱片。
1965年，美國發明家詹姆斯·拉塞爾發明光碟，一片CD-R可以記錄74分鐘的聲音 。